# Polyxenus ovalis
Polyxenus ovalis är en mångfotingart som beskrevs av Koch och Berendt 1854. Polyxenus ovalis ingår i släktet Polyxenus och familjen penseldubbelfotingar. Inga underarter finns listade i Catalogue of Life.